# أكسل دوماس
أكسل دوماس (بالفرنسية: Axel Dumas)‏ هو شخصية أعمال فرنسي، ولد في 3 يوليو 1970 في نويي-سور-سين في فرنسا.